# 晝盲神探
是一部2022年上映的韓國古裝驚悚片，此片為《王的男人》副導演安兌鎮的首部長篇作品，由柳俊烈、柳海真主演。2022年11月23日在韓國上映，台灣上映時間為2022年12月9日。

## 劇情概要
本片以朝鮮仁祖時代為背景，講述從清朝歸來的昭顯世子被毒殺身亡，只有晚上才能看到事物的盲人針灸師目睹案發經過後，為了揭開真相而展開殊死搏鬥。

## 演員陣容

### 主要人物
- 柳俊烈 飾演 千京秀，以盲人針灸謀生的人
- 柳海真 飾演 仁祖 [5]

### 其他人物
- 崔武成 飾演 李馨益，御醫
- 趙成夏 飾演 崔大監，領相
- 朴明勳 飾演 萬植[6]，醫員
- 金聖喆 飾演 昭顯世子
- 安恩真 飾演 昭容趙氏，仁祖后妃
- 趙尹瑞 飾演 姜嬪，昭顯世子嬪
- 李柱原 飾演 石鐵，昭顯世子之子
- 金藝恩（朝鲜语：김예은 (1989년)） 飾演 徐尚宮，宮女[7]
- 鄭錫元 飾演 內禁衛隊長
- 柳成賢（朝鲜语：류성현 (배우)） 飾演 前輩醫員
- 金勝泰 飾演 大臣
- 申文成（朝鲜语：신문성） 飾演 右承旨
- 安成奉 飾演 清使臣
- 楊熙明 飾演 醫員
- 孫敬元（朝鲜语：손경원 (배우)） 飾演 宮門別監
- 安世浩（朝鲜语：안세호） 飾演 最後的內官
- 尹鎮榮（朝鲜语：윤진영） 飾演 體檢別監

## 製作
該片故事講述的並非真實的歷史，而是通過盲人針灸師這一虛構的角色講述關於昭顯世子之死的神秘故事。

### 選角
2021年3月15日，媒體報導崔岷植、柳俊烈將出演本片，繼《沉默的目擊者》之後時隔四年再次合作，崔岷植飾演仁祖，柳俊烈飾演以盲人針灸謀生的角色，預計下半年開拍，兩人經紀公司回應收到劇本正在商討中。8月26日，媒體報導仁祖一角將由柳海真出演，崔岷植因與導演在劇本方向上產生分歧而退出本片。8月27日，金聖喆經紀公司證實其參演本片，安恩眞據報導也將加盟本片。

### 主體拍攝
本片主体拍摄於2021年9月開始進行，大約於2021年12月殺青。

### 損益平衡點
據發行商透露，本片製作費約為90億韓元，损益平衡点推算為210萬名觀影人次。

## 發行
2022年10月4日，發行商NEW發布兩款預告海報，宣佈本片定檔11月23日上映。10月18日，於首爾龍山區CGV舉行製作發佈會，柳海真、柳俊烈、安恩真、金聖喆、崔武成、趙尹瑞、朴明勳、趙成夏及導演安兌鎮出席。

## 反響

### 票房
上映首日（11月23日）吸引了10萬1598名觀眾到影院觀影，以將近7萬人次的領先優勢奪得單日票房第一。首個週末（11月25日至27日）獲得63萬6400人次的票房成績奪得週末票房第一，累計觀影人次突破81萬人次，上映不足一週便進入2022年韓國本土電影年度票房前十五名。
截至11月30日早上7時，累計觀影人次達103萬6808人次，上映第8日票房突破100萬觀影人次。截至12月8日早上10時，上映第16日票房突破200萬觀影人次，並連續15日蟬聯單日票房第一。上映第17日（12月9日）連續17日蟬聯單日票房第一，累計票房超215萬名觀影人次，成為2022年第8部突破損益平衡點的韓國本土電影。
好萊塢大片《阿凡達：水之道》於12月14日在韓國正式上映，在此之前《晝盲神探》自上映後連續21日蟬聯單日票房第一，創下2022年韓國電影連續單日票房第一的最長紀錄，累計觀影人次超過265萬名。上映第31日（12月23日），累计票房突破300万观影人次。

## 獎項榮譽
| 年份   | 頒獎禮                     | 獎項                      | 入圍者             | 結果 | 備註          |
| ------ | -------------------------- | ------------------------- | ------------------ | ---- | ------------- |
| 2023年 | 第21届韩国导演选择奖       | 電影部門 年度導演獎       | 安兌鎮             | 提名 | [ 28 ] [ 29 ] |
| 2023年 | 第21届韩国导演选择奖       | 電影部門 年度新人導演獎   | 安兌鎮             | 獲獎 | [ 28 ] [ 29 ] |
| 2023年 | 第21届韩国导演选择奖       | 電影部門 年度劇本獎       | 玄圭麗、安兌鎮     | 提名 | [ 28 ] [ 29 ] |
| 2023年 | 第21届韩国导演选择奖       | 電影部門 年度男演員獎     | 柳俊烈             | 提名 | [ 28 ] [ 29 ] |
| 2023年 | 第21届韩国导演选择奖       | 電影部門 年度男演員獎     | 柳海真             | 提名 | [ 28 ] [ 29 ] |
| 2023年 | 第21届韩国导演选择奖       | 電影部門 年度新女演員獎   | 安恩真             | 提名 | [ 28 ] [ 29 ] |
| 2023年 | 第21届韩国导演选择奖       | 電影部門 年度新男演員獎   | 金聖喆             | 提名 | [ 28 ] [ 29 ] |
| 2023年 | 第59屆百想藝術大獎         | 電影部門 作品獎           | 晝盲神探           | 獲獎 | [ 30 ] [ 31 ] |
| 2023年 | 第59屆百想藝術大獎         | 電影部門 導演獎           | 安兌鎮             | 提名 | [ 30 ] [ 31 ] |
| 2023年 | 第59屆百想藝術大獎         | 電影部門 新人導演獎       | 安兌鎮             | 獲獎 | [ 30 ] [ 31 ] |
| 2023年 | 第59屆百想藝術大獎         | 電影部門 男子最優秀演技獎 | 柳俊烈             | 獲獎 | [ 30 ] [ 31 ] |
| 2023年 | 第59屆百想藝術大獎         | 電影部門 男子配角獎       | 金聖喆             | 提名 | [ 30 ] [ 31 ] |
| 2023年 | 第59屆百想藝術大獎         | 電影部門 女子配角獎       | 安恩真             | 提名 | [ 30 ] [ 31 ] |
| 2023年 | 第59屆百想藝術大獎         | 電影部門 劇本獎           | 玄圭麗、安兌鎮     | 提名 | [ 30 ] [ 31 ] |
| 2023年 | 第59屆百想藝術大獎         | 電影部門 藝術獎           | 洪勝哲（照明）     | 提名 | [ 30 ] [ 31 ] |
| 2023年 | 第32屆釜日電影獎           | 最優秀作品賞              | 晝盲神探           | 提名 |               |
| 2023年 | 第32屆釜日電影獎           | 男主角獎                  | 柳俊烈             | 提名 |               |
| 2023年 | 第32屆釜日電影獎           | 男主角獎                  | 柳海真             | 提名 |               |
| 2023年 | 第32屆釜日電影獎           | 男配角獎                  | 金聖喆             | 提名 |               |
| 2023年 | 第32屆釜日電影獎           | 新人導演獎                | 安兌鎮             | 提名 |               |
| 2023年 | 第32屆釜日電影獎           | 新人女子演技獎            | 安恩真             | 提名 |               |
| 2023年 | 第32屆釜日電影獎           | 劇本獎                    | 玄圭丽、安兌鎮     | 提名 |               |
| 2023年 | 第43屆韓國電影評論家協會獎 | 最佳男主角                | 柳俊烈             | 獲獎 | [ 32 ]        |
| 2023年 | 第43屆韓國電影評論家協會獎 | 最佳新人導演              | 安兌鎮             | 獲獎 | [ 32 ]        |
| 2023年 | 第43屆韓國電影評論家協會獎 | 最佳攝影                  | 金太京             | 獲獎 | [ 32 ]        |
| 2023年 | 第43屆黃金攝影獎           | 攝影獎金獎                | 金太京             | 獲獎 | [ 33 ]        |
| 2023年 | 第43屆黃金攝影獎           | 最佳影片                  | 晝盲神探           | 獲獎 | [ 33 ]        |
| 2023年 | 第43屆黃金攝影獎           | 最佳導演                  | 安兌鎮             | 獲獎 | [ 33 ]        |
| 2023年 | 第43屆黃金攝影獎           | 最佳男主角                | 柳俊烈             | 獲獎 | [ 33 ]        |
| 2023年 | 第43屆黃金攝影獎           | 最佳男配角                | 崔武成             | 獲獎 | [ 33 ]        |
| 2023年 | 第43屆黃金攝影獎           | 最佳照明獎                | 洪勝哲             | 獲獎 | [ 33 ]        |
| 2023年 | 第59屆大鐘賞               | 最優秀作品                | 晝盲神探           | 提名 | [ 34 ]        |
| 2023年 | 第59屆大鐘賞               | 最佳男主角                | 柳俊烈             | 提名 | [ 34 ]        |
| 2023年 | 第59屆大鐘賞               | 最佳新人導演              | 安兌鎮             | 獲獎 | [ 34 ]        |
| 2023年 | 第59屆大鐘賞               | 最佳劇本                  | 玄圭麗、安兌鎮     | 獲獎 | [ 34 ]        |
| 2023年 | 第59屆大鐘賞               | 最佳攝影                  | 金太京             | 提名 | [ 34 ]        |
| 2023年 | 第59屆大鐘賞               | 最佳剪輯                  | 金鮮珉             | 獲獎 | [ 34 ]        |
| 2023年 | 第59屆大鐘賞               | 最佳音響效果              | 朴容基             | 提名 | [ 34 ]        |
| 2023年 | 第59屆大鐘賞               | 最佳服裝                  | 沈鉉燮             | 提名 | [ 34 ]        |
| 2023年 | 第44届青龙电影奖           | 最優秀作品                | 晝盲神探           | 提名 | [ 35 ]        |
| 2023年 | 第44届青龙电影奖           | 最佳新人導演              | 安兌鎮             | 獲獎 | [ 35 ]        |
| 2023年 | 第44届青龙电影奖           | 最佳男主角                | 柳俊烈             | 提名 | [ 35 ]        |
| 2023年 | 第44届青龙电影奖           | 最佳新人女演員            | 安恩真             | 提名 | [ 35 ]        |
| 2023年 | 第44届青龙电影奖           | 最佳攝影照明              | 金太京、洪勝哲     | 獲獎 | [ 35 ]        |
| 2023年 | 第44届青龙电影奖           | 最佳劇本                  | 玄圭麗、安兌鎮     | 提名 | [ 35 ]        |
| 2023年 | 第44届青龙电影奖           | 最佳美術                  | 李河俊             | 提名 | [ 35 ]        |
| 2023年 | 第44届青龙电影奖           | 最佳剪輯                  | 金鮮珉             | 獲獎 | [ 35 ]        |
| 2023年 | 第44届青龙电影奖           | 最佳技術                  | 朴容基（音響設計） | 提名 | [ 35 ]        |
| 2023年 | 第10届韓國電影製作人協會獎 | 最佳剧本                  | 玄圭丽、安兑镇     | 獲獎 | [ 36 ]        |
| 2023年 | 第10届韓國電影製作人協會獎 | 最佳剪輯                  | 金鮮珉             | 獲獎 | [ 36 ]        |
| 2023年 | 第10届韓國電影製作人協會獎 | 最佳音响设计              | 朴容基             | 獲獎 | [ 36 ]        |
| 2023年 | 第28屆春史電影獎           | 最佳導演                  | 安兌鎮             | 提名 | [ 37 ] [ 38 ] |
| 2023年 | 第28屆春史電影獎           | 最佳劇本                  | 玄圭麗、安兌鎮     | 獲獎 | [ 37 ] [ 38 ] |
| 2023年 | 第28屆春史電影獎           | 最佳男主角                | 柳俊烈             | 獲獎 | [ 37 ] [ 38 ] |
| 2023年 | 第28屆春史電影獎           | 最佳新人男演员            | 金聖喆             | 獲獎 | [ 37 ] [ 38 ] |
| 2023年 | 第28屆春史電影獎           | 最佳新人导演              | 安兌鎮             | 獲獎 | [ 37 ] [ 38 ] |
| 2023年 | 2023年度女性电影人奖       | 最佳制作人                | 安妍慈             | 獲獎 | [ 39 ]        |

## 翻拍作品
2024年4月，中国大陆制作公司获得该片的翻拍版权并创下出售给中国的韩国电影翻拍版权费的历史最高记录。

## 外部鏈接
- NAVER上《晝盲神探》的資料
- Daum上《晝盲神探》的資料

- 韩国电影数据库（KMDb）上《晝盲神探》的資料
- 互联网电影数据库（IMDb）上《晝盲神探》的资料（英文）
- 豆瓣电影上《晝盲神探》的資料 （简体中文）
- Yahoo奇摩電影上《晝盲神探》的資料（繁體中文）
- 開眼電影網上《晝盲神探》的資料（繁體中文）
- 爛番茄上《晝盲神探》的資料（英文）